# Placówka Straży Celnej „Gołczewo”

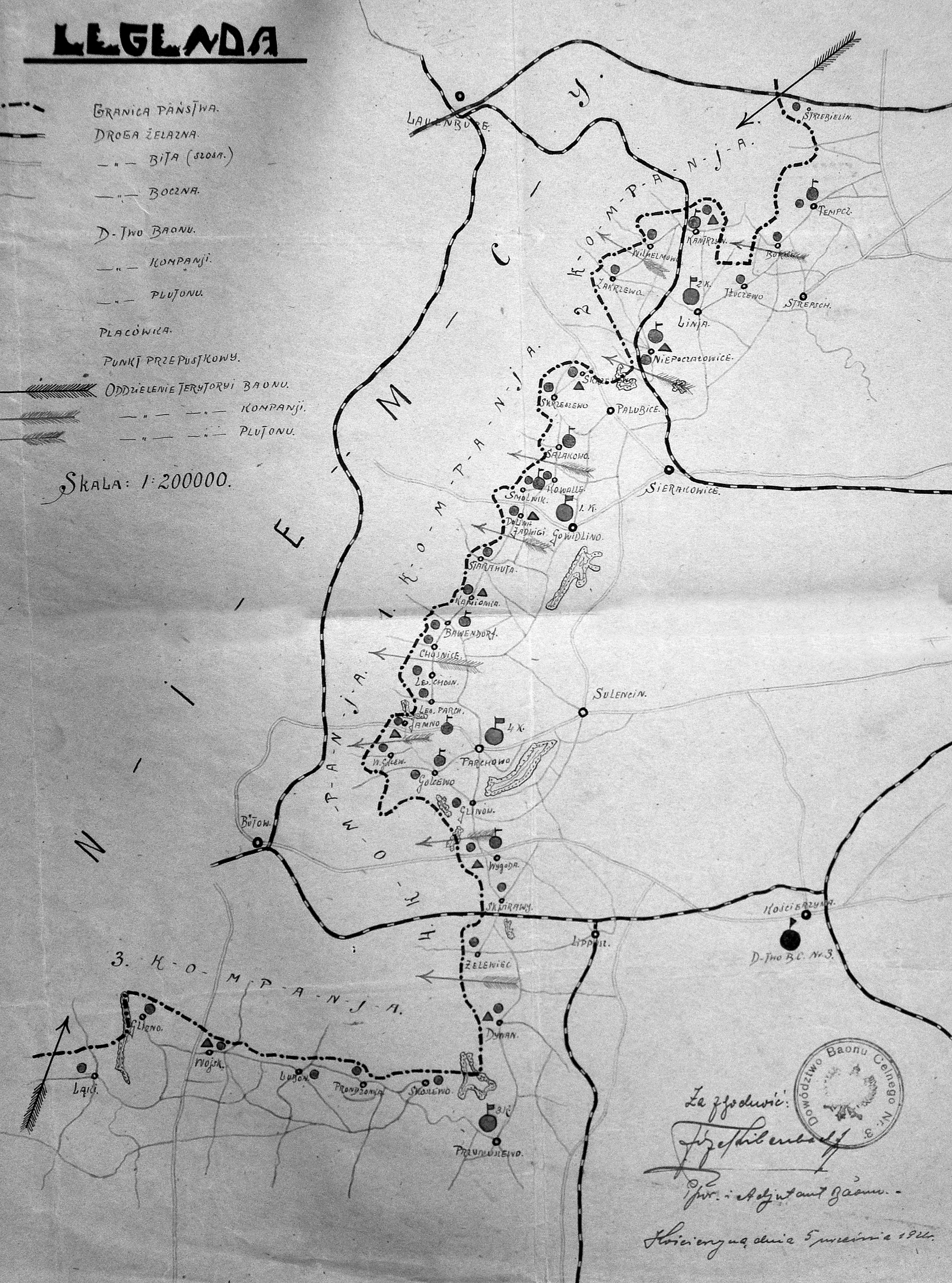
Rozmieszczenie placówek 3 batalionu celnego w 1921 roku

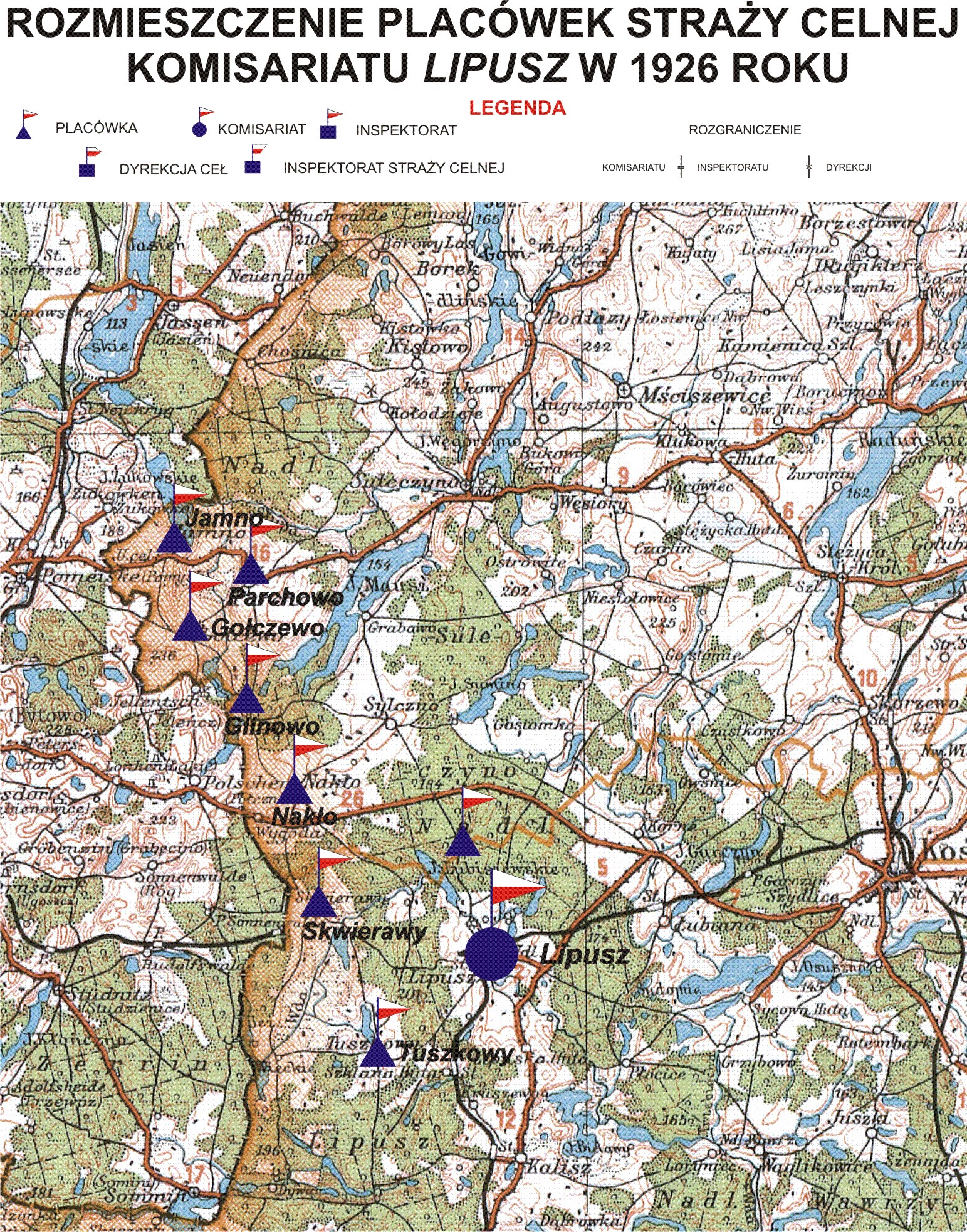
Rozmieszczenie placówek Straży Celnej Komisariatu Lipusz

Placówka Straży Celnej „Gołczewo” – jednostka organizacyjna Straży Celnej pełniąca w okresie międzywojennym służbę ochronną na granicy polsko-niemieckiej.

## Formowanie i zmiany organizacyjne
Na wniosek Ministerstwa Skarbu, uchwałą z 10 marca 1920 roku, powołano do życia Straż Celną. Od połowy 1921 roku jednostki Straży Celnej rozpoczęły przejmowanie odcinków granicy od pododdziałów Batalionów Celnych. W 1921 roku w Parchowie stacjonował sztab 4 kompanii 3 batalionu celnego. 4 kompania celna wystawiła między innymi placówkę w Gołczewie. W 1922 roku w Parchowie stacjonował sztab 3 kompanii 17 batalionu celnego. 3 kompania celna wystawiła między innymi placówkę w Gołczewie. Proces tworzenia Straży Celnej trwał do końca 1922 roku. Placówka Straży Celnej „Gołczewo” weszła w podporządkowanie komisariatu Straży Celnej „Lipusz” z Inspektoratu SC „Kościerzyna”.
W drugiej połowie 1927 roku przystąpiono do gruntownej reorganizacji Straży Celnej. W praktyce skutkowało to rozwiązaniem tej formacji granicznej. Ochronę północnej, zachodniej i południowej granicy państwa przejęła powołana z dniem 2 kwietnia 1928 roku Straż Graniczna.
Na bazie podkomisariatu z komisariatu Straży Granicznej „Sierakowice” zorganizowano komisariat Straży Granicznej „Sulęczyn”. Rozkazem nr 12 z 10 stycznia 1930 roku w sprawie reorganizacji Pomorskiego Inspektoratu Okręgowego komendant Straży Granicznej płk Jan Jur-Gorzechowski ustalił organizację komisariatu. Placówka Straży Granicznej I linii „Gołczewo” weszła w jego skład.

## Funkcjonariusze placówki
Kierownicy placówki
| stopień          | imię i nazwisko, numer     | okres pełnienia służby | kolejne stanowisko |
| ---------------- | -------------------------- | ---------------------- | ------------------ |
| starszy strażnik | Bolesław Krzyżański (1875) | był w 1926             |                    |

Obsada personalna placówki w 1926:
- starszy strażnik Bolesław Krzyżański (1875)
- strażnik Feliks Kołodziej (1828)
- strażnik Wojciech Pawlak (2060)
- strażnik Ludwik Papeta (2057)
- strażnik Jan Czapiewski (1663)
- strażnik Tomasz Nowak (2001)
- strażnik Stanisław Lewandowski (1909)
- strażnik Józef Kańduła (1863)
- strażnik Stanisław Liwerski (3180)